# Rónin
A rónin tanító vagy úr nélküli szamuráj harcosok megnevezése a feudális (1185-1868 közötti időszak) Japánban.

## Eredet
A kifejezés szó szerint „elsodrott embert” jelent, utalva arra, hogy a kitaszított szamurájt elsodorták az élet hullámai. A kifejezés maga korábbról a Nara-, illetve a Heian-korból származik. 
Eredetileg azonban a rónin azokra a parasztokra utalt, akik elhagyták a földjüket, hogy zsoldos katonának, gyalogos katonának álljanak. Csak a Muromacsi-kortól jelölte az urát elvesztett szamurájokat.

## Róninná válás
Egy szamuráj négyféleképpen válhatott róninná:
- A szamuráj hűbérura meghalt vagy klánja megsemmisült. Ebben az esetben az összes életben maradt szamuráj, aki az elhalálozott urat szolgálta, rónin lett.
- A szamurájt a hűbérura elbocsátotta szolgálatából. A törvény értelmében egy hűbérúr sem alkalmazhatott más hűbérúr által elbocsátott szamurájt.
- A szamuráj engedély nélkül elhagyta a szolgálati helyét.
- Róninnak született, egy rónin fiaként.

Egy szamuráj számára hatalmas szégyen, ha ura harcban elesett, ekkor – a szamurájok törvénykönyve, a Busidó alapján – köteles volt szeppukut, rituális öngyilkosságot végrehajtani. Bár ez csak íratlan törvény volt, megtagadása hatalmas szégyennek számított. A Busidót be nem tartó harcosok kitaszítottak lettek mind a hűbérurak, mind a többi szamuráj szemében.

## További jelentések
A modern Japánban azokat a diákokat is így hívják, akik elbukták az egyetemi felvételit és a következő évi felvételire készülnek.